# Іркутське намісництво
Ірку́тське намі́сництво (рос. Иркутское наместничество) — адміністративно-територіальна одиниця в Російській імперії в 1775–1796 роках. Адміністративний центр — Іркутськ. Створене 1775 року на основі Іркутської області Сибірської губернії. 1796 року перетворене на Іркутську губернію.

## Карти

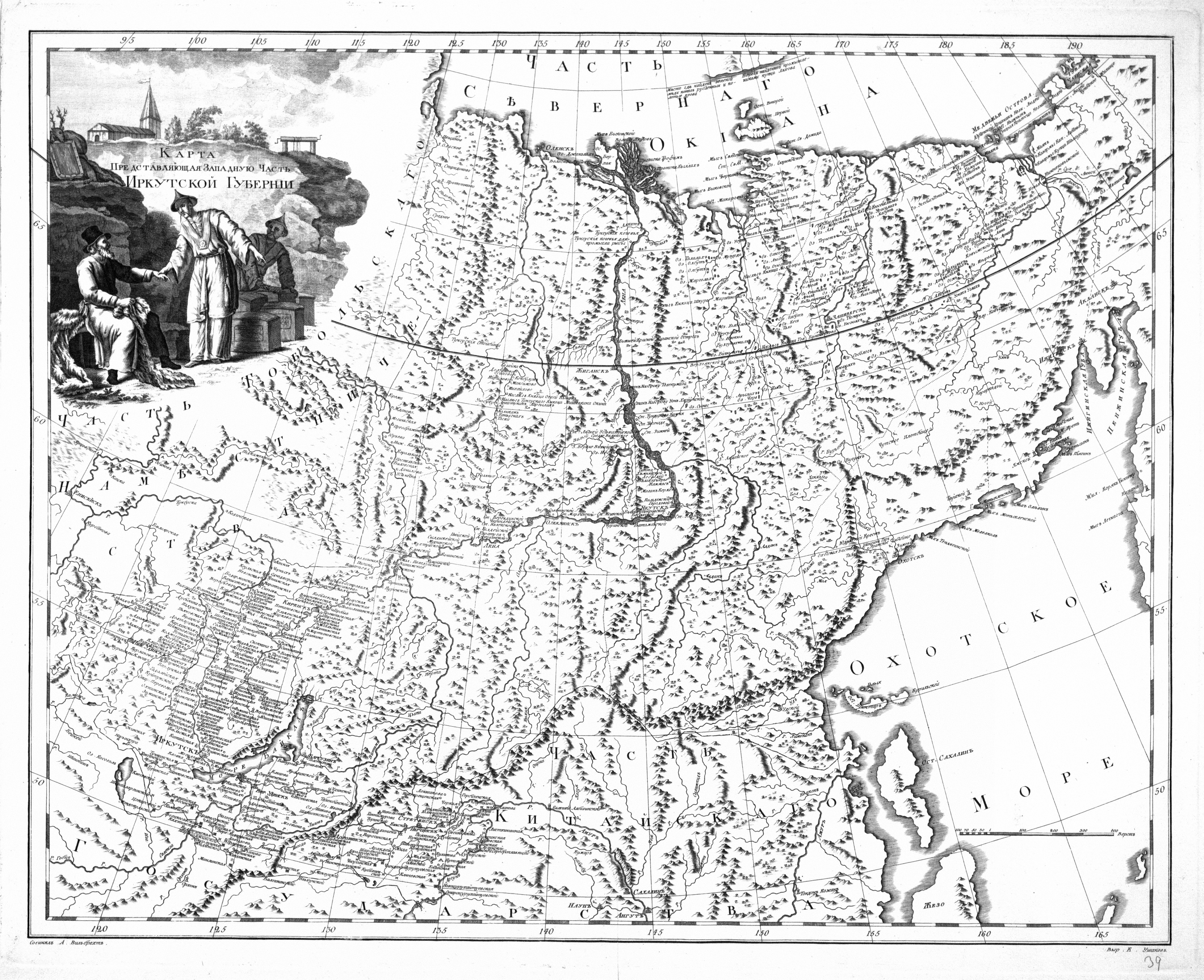
Російський атлас 1792 (захід)
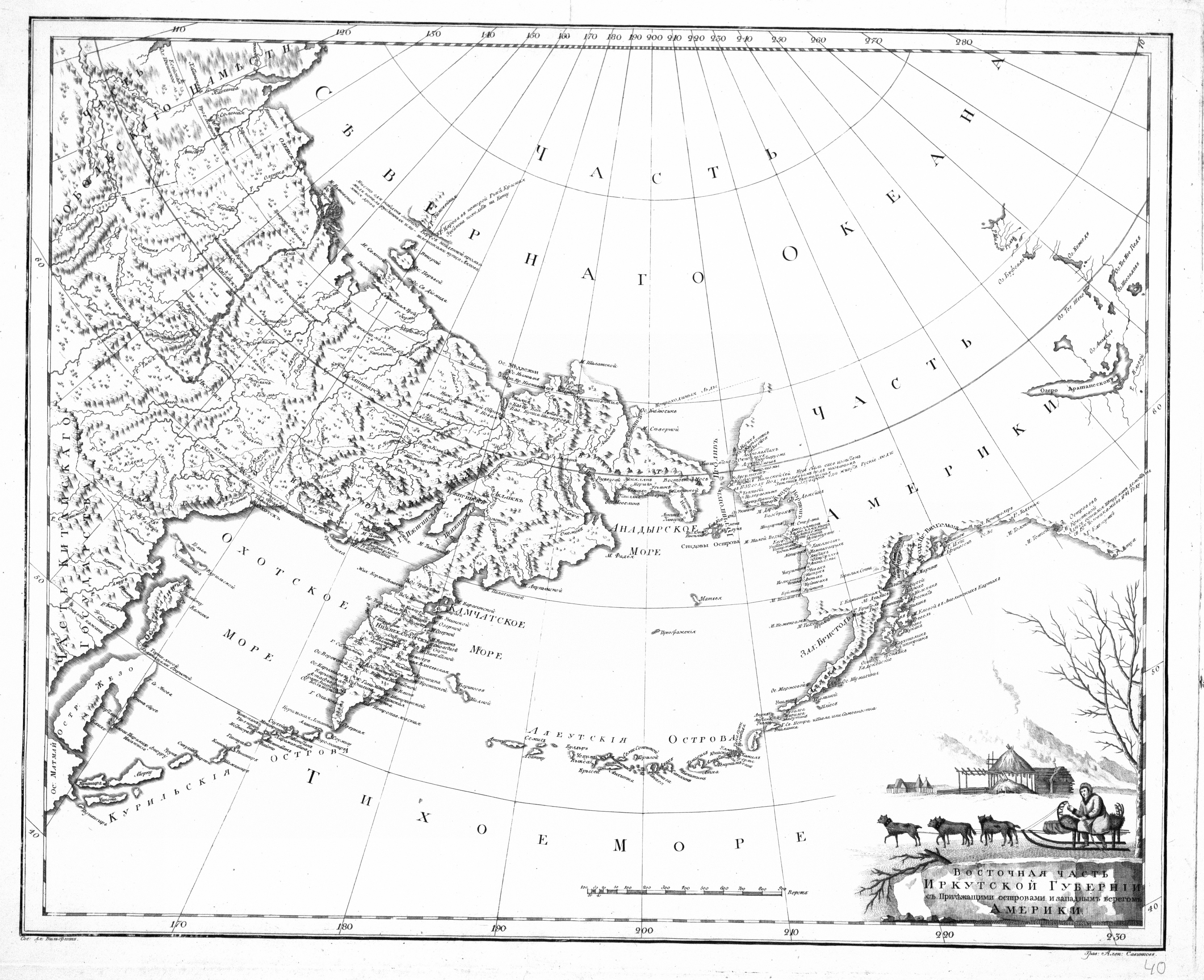
Російський атлас 1792 (схід)
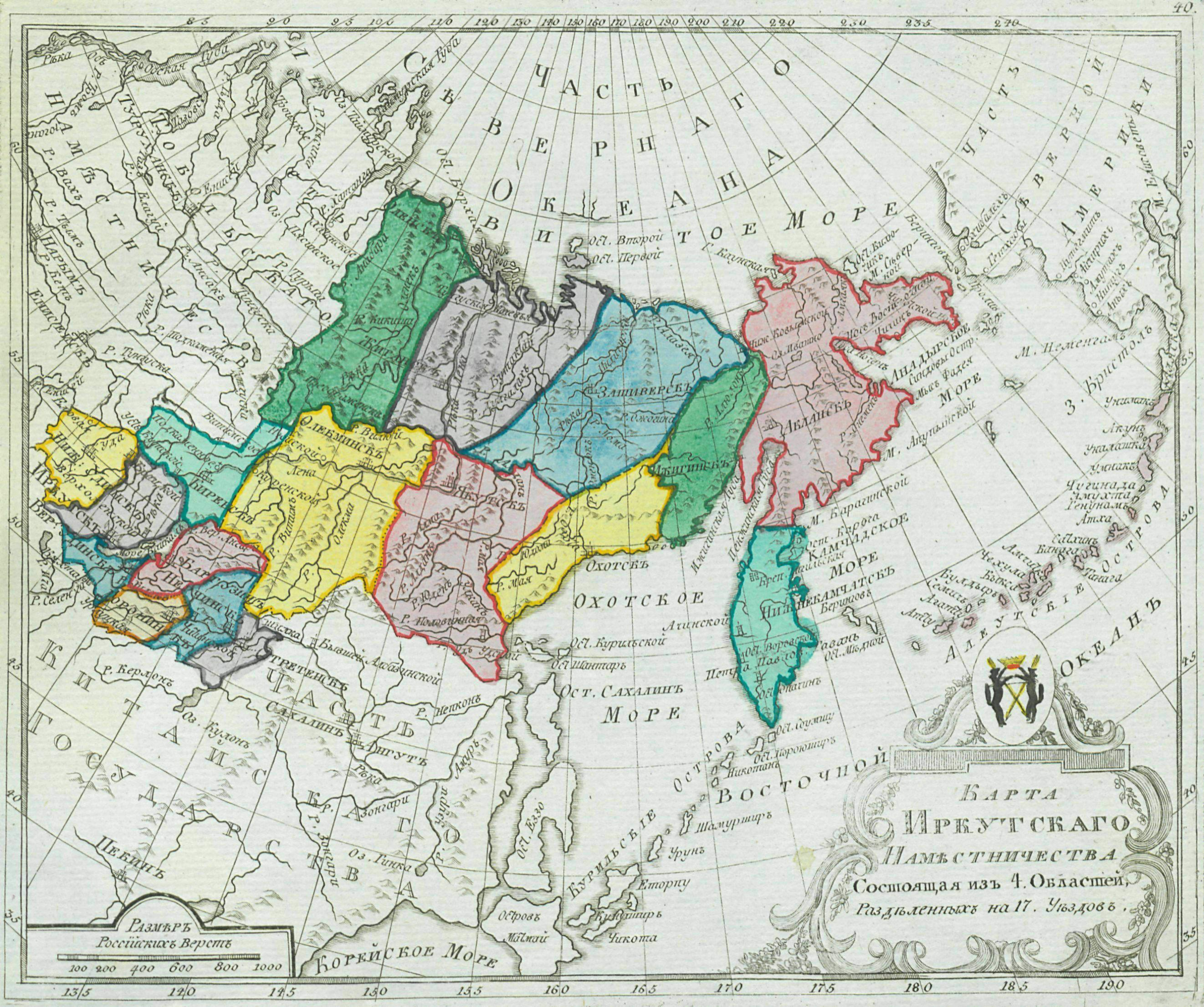
Атлас Російської імперії 1792
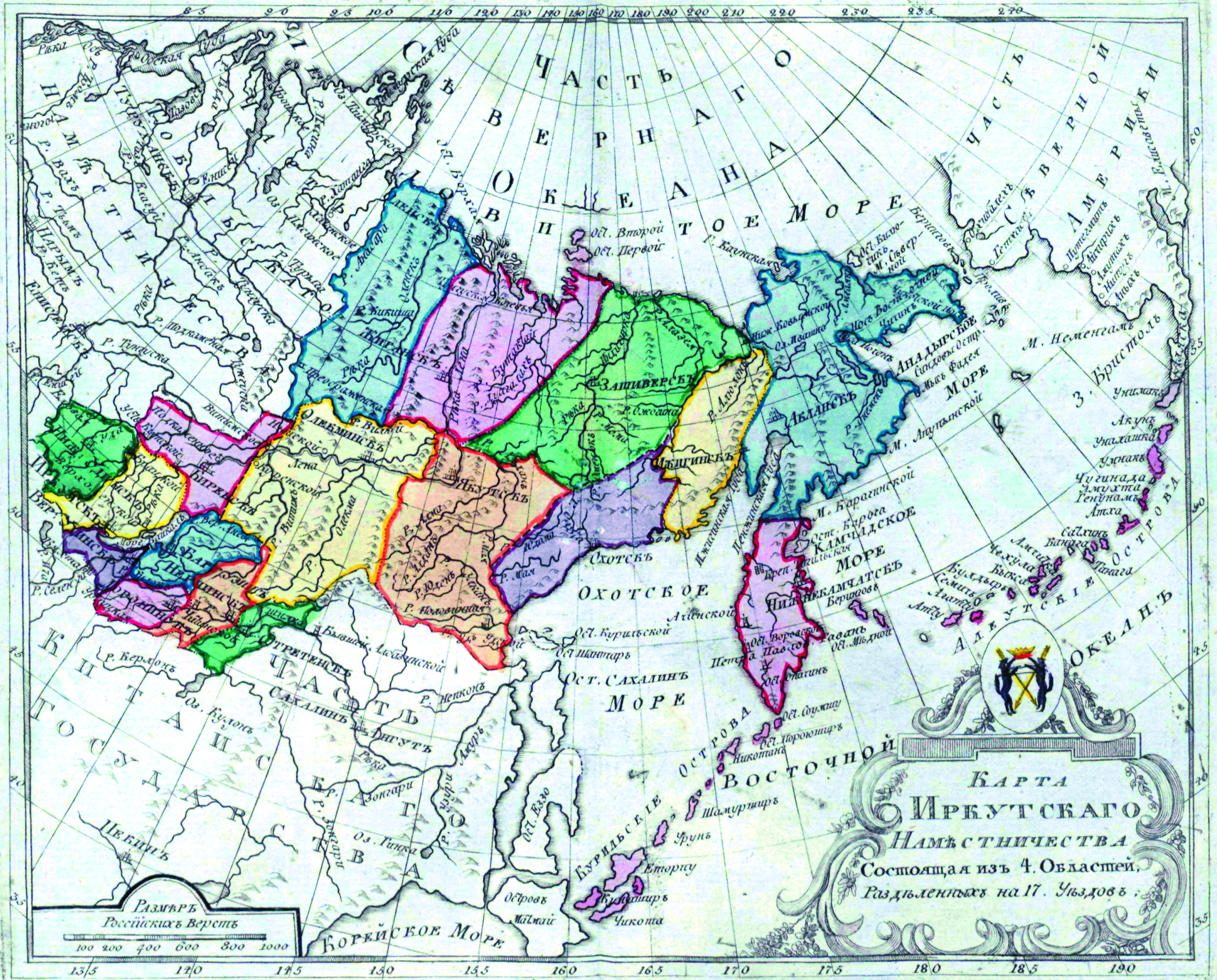
Атлас Російської імперії 1796